# Roselle Nava
Roselle P. Nava (16 de enero de 1976, Parañaque), es una actriz de cine y televisión, cantante y  política filipina.

## Carrera
Nava comenzó su carrera mediante un programa de televisión, difundida por la red televisiva de  ABS-CBN y más adelante en otro, dirigida a la juventud del espectáculo, difundida por la red "Ang TV" (1992-1997). Ella se convirtió en una famosa cantante, gracias a sus exitosas canciones como Bakit Nga Ba Mahal Kita, Dahil Mahal Na Mahal Kita y Mahal Mo Ba'y Di Na Ako.

## En la política
Nava fue concejal del distrito 1 de la ciudad de Parañaque.

## Vida personal
Está casada con Allen Ford Tan, desde el 18 de enero de 2010. Se casó en la catedral metropolitana de Manila.

## Filmograpfía
- Sarah G Live (TV show) (2012)
- Babang Luksa (2011)
- Masayang Tanghali Bayan (TV show) (2003-2004)
- I Think I'm In Love (2002)
- Mangarap Ka (1995)
- Hataw Na (1995)
- A.S.A.P. (TV show) (1995)
- Oki Doki Doc (TV sitcom) (1993-2007)
- Ang TV (TV show) (1992)

## Discografía

### Roselle album under Ivory Music (1994)
Premio: Disco de platino
- Bakit Nga Ba Mahal Kita - Movie soundtrack Mangarap Ka (1995)
- Kung Saan mayo Pangarap - Movie soundtrack Ang TV Movie: The Adventure Adarna (1996)
- Got To Be There
- Ikaw Pala
- You - Mejor Actuación de una artista femenina Awit Premios (1995)
- ¿Es mi imaginación
- Iba Tayo
- Sana'y Di Magtagal
- Wag Mo Na Lang Pansinin
- Nasa Langit Na Sana Ako'y

### Say It Again album under Ivory Music (1996)
PREMIO: Disco de Oro
- Decir Que Me Quieres - Banda sonora Película Hataw Na (1995)
- Higit Pa Sa Isang Kaibigan
- Woncha Dance With Me
- Habang Narito Ako
- Say It Again
- ¿Cómo puedo?
- ¿De cuántas maneras
- Maniniwala Ba Ako?
- Nasaan Ka Na?
- Waiting For You

### On Higher Ground album underStar Records(1997)
Premio: Doble Platino
- Incluyó Mahal Na Mahal Kita - Movie soundtrack Incluyó Mahal Na Mahal Kita (1998)
- ¿Me amas?
- Ha estado alguna manera una parte de mí
- Laging Ikaw Pa Rin
- Para Sa 'Yo
- Please Stay
- Ikaw Pala
- I Should Have Never Cried
- Upang Muli Ay Magmahal
- ¿Es un sueño
- Usted está
- Nada va a hacerme cambiar de

### Simply Roselle album underStar Records(1999)
Premio: Disco de oro
- Deje This Love Grow - Banda sonora Película Gimik: The Reunion (1999)
- Mula Sa Puso - Movie soundtrack Mula Sa Puso (1999)
- Ba'y Mahal Mo Di Na Ako
- Bihag Ng Pag-ibig
- Tanging Ikaw Mamahali'y
- Lost In You
- Get Out
- Huwag Ng Ka Magbabalik - banda sonora de la película Ngayong Nandito Ka (2003) y Canción del Año  Premios Awit Nominada (2003)
- Siempre
- Ba'y Mahal Mo Di Na Ako
- Somewhere Down The Road - banda sonora de la película Minsan, Minahal Kita (2000)
- Anong Sarap

### Roselle Nava: Bare album underViva Records(2004)
- Lumisan Bakit Ka?
- Makakaya Ko Ba?
- Realmente Miss You
- Kahit Ika'y Panaginip Lang
- Araw-araw
- Una oración de distancia
- Que alguien me ayude Let Go
- Kaya Incluyó Mahal Kita Pa Rin
- No puedo seguir
- Kulang Pa Ba
- Libre de usted
- Si te acuerdes de mí

### Roselle Nava Forever Love Songs album underViva Records(2009)
- La fijación de un corazón roto
- What I Did For Love?
- ¿De dónde Broken Hearts Go
- I Missed You Like Crazy
- Nagmamakaawa
- How Do I Live
- Kung Alam Ko Lang
- Katuparan Ka Ng Mga Pangarap
- Pag-ibig Na Sana
- Lang Sana Man
- Lost In Space